# Hebe de Bonafini
Hebe Pastor de Bonafini (Ensenada, 4 dicembre 1928 – La Plata, 20 novembre 2022) è stata un'attivista argentina.
Fu una delle fondatrici dell'Associazione delle Madri di Plaza de Mayo, un'organizzazione di donne argentine i cui figli scomparvero durante la guerra sporca.

## Biografia
In quanto presidente dell'Associazione delle Madri dal 1979, Bonafini si è pronunciata in difesa dei diritti umani, sia in Argentina che all'estero, ottenendo riconoscimenti internazionali tra cui il Premio UNESCO per l'Educazione alla Pace nel 1999. Adottando il grido di battaglia "Aparición con vida" nel 1980, Bonafini ha chiesto un resoconto immediato di tutte le sparizioni forzate, compresi i suoi figli. In mezzo a un graduale allentamento delle restrizioni, il 10 dicembre 1982 organizzò una marcia di resistenza lungo l'Avenida de Mayo, la prima manifestazione del gruppo fuori dall'omonima Plaza de Mayo, a cui partecipò una grande folla di simpatizzanti.
Dopo la caduta del regime militare nel 1983, nell'organizzazione iniziarono a svilupparsi divisioni relative a quelli che ritenevano essere i progressi eccessivamente cauti del presidente Raúl Alfonsín nel perseguire i colpevoli della guerra sporca. Nonostante l'istituzione del Processo delle Giunte nel 1985, la decisione di limitare il procedimento a nove membri di spicco della giunta militare, così come le assoluzioni consegnate a cinque di questi, suscitò ulteriormente l'insoddisfazione di Bonafini, che credeva che il presidente avrebbe rinunciato a ulteriori procedimenti penali per considerazioni politiche. L'Associazione delle Madri si divise nel 1986, creando due gruppi di circa 2.000 membri ciascuno: uno guidato da Bonafini e l'altro fedele all'organizzazione dei fondatori. Quella di Bonafini fu generalmente identificata come la fazione più radicale nel tentativo di giustificare i metodi intrapresi dai guerriglieri durante l'ultima dittatura.
Sulla scia degli attacchi dell'11 settembre 2001, Bonafini generò polemiche internazionali quando difese le azioni dei dirottatori delle compagnie aeree terroristiche dicendo "Ho sentito che c'erano molte persone in quel momento che erano felici e sentivo che il sangue di così tanta gente in quel momento era stato vendicato [...] perché i bombardamenti della NATO, i blocchi e i milioni di bambini che muoiono di fame in questo mondo sono dovuti a questo potere che quegli uomini hanno attaccato, con i propri corpi. E tutti lo sapevano." Bonafini sostiene le organizzazioni accusate di terrorismo come le FARC. Walter Wendelin, leader di Askatasuna, è stato invitato come insegnante ospite presso l'Università delle Madri di Plaza de Mayo.
Il giornalista Horacio Verbitsky ha criticato il suo sostegno agli attacchi terroristici e Bonafini ha risposto che "Verbitsky è un servitore degli Stati Uniti. Riceve lo stipendio dalla Fondazione Ford e, oltre ad essere ebreo, è completamente filoamericano." Ha negato le accuse di antisemitismo dicendo che intendeva semplicemente descrivere Verbitsky come un agente statunitense. Inoltre nel 2005 affermò che, poiché Papa Giovanni Paolo II "ha commesso molti peccati, sarebbe andato all'inferno", aggiungendo che "non ha detto più di quello che mi ha insegnato la Chiesa cattolica romana".
Bonafini ha collaborato strettamente con i presidenti Néstor Kirchner e Cristina Fernández, divenendo regolare consigliere della Casa Rosada.
Nel 2006 ha annunciato che la sua organizzazione avrebbe interrotto la sua annuale Marcia di Resistenza in segno di riconoscimento del successo del presidente Néstor Kirchner nel promulgare la legge del punto finale e la legge dell'obbedienza dovuta. L'Associazione delle Madri di Plaza de Mayo, guidata da Bonafini, ha beneficiato di maggiori finanziamenti governativi durante le amministrazioni Kirchner e ha esteso la sua influenza attraverso il giornale La Voz de las Madres, una stazione radio e l'Università popolare delle madri di Plaza de Mayo.
L'associazione gestisce anche un programma di alloggi finanziato dal governo federale dal nome Sueños Compartidos, che nel 2008 ha supervisionato la costruzione di oltre 2.600 unità abitative destinate ai residenti delle baraccopoli. Il progetto aveva completato 5.600 unità abitative e numerose altre strutture in sei province e nella città di Buenos Aires nel 2011. L'indagine sul caso di appropriazione indebita da parte del direttore finanziario di Sueños Compartidos Sergio Schoklender e suo fratello Pablo fu oggetto di scandalo. I fratelli Schoklender, dopo essere stati condannati nel 1981 per l'omicidio dei loro genitori e dopo aver trascorso quindici anni in prigione, avevano guadagnato la fiducia di Bonafini e gestito le finanze del progetto con poca supervisione da parte delle Madri di Plaza de Mayo. Bonafini ne prese le distanze una volta a conoscenza delle irregolarità.
Bonafini ha espresso sostegno a figure come Che Guevara, Fidel Castro, Augusto Sandino, Yasser Arafat, Hugo Chávez, Evo Morales e le madri dei prigionieri dell'ETA. Si è dichiarata contraria alla socialdemocrazia, al capitalismo, al neoliberismo, alla globalizzazione e al Fondo monetario internazionale. Ha inoltre attaccato i manifestanti boliviani per aver occupato Plaza de Mayo, definendoli "schifosi", e ha annunciato di rivolgersi alla Corte suprema con la forza riguardo ai ritardi dell'applicazione della legge sui media audiovisivi.
Si è spenta il 20 novembre 2022, giornata della Sovranità Nazionale argentina, a 93 anni.

## Premi e onorificenze

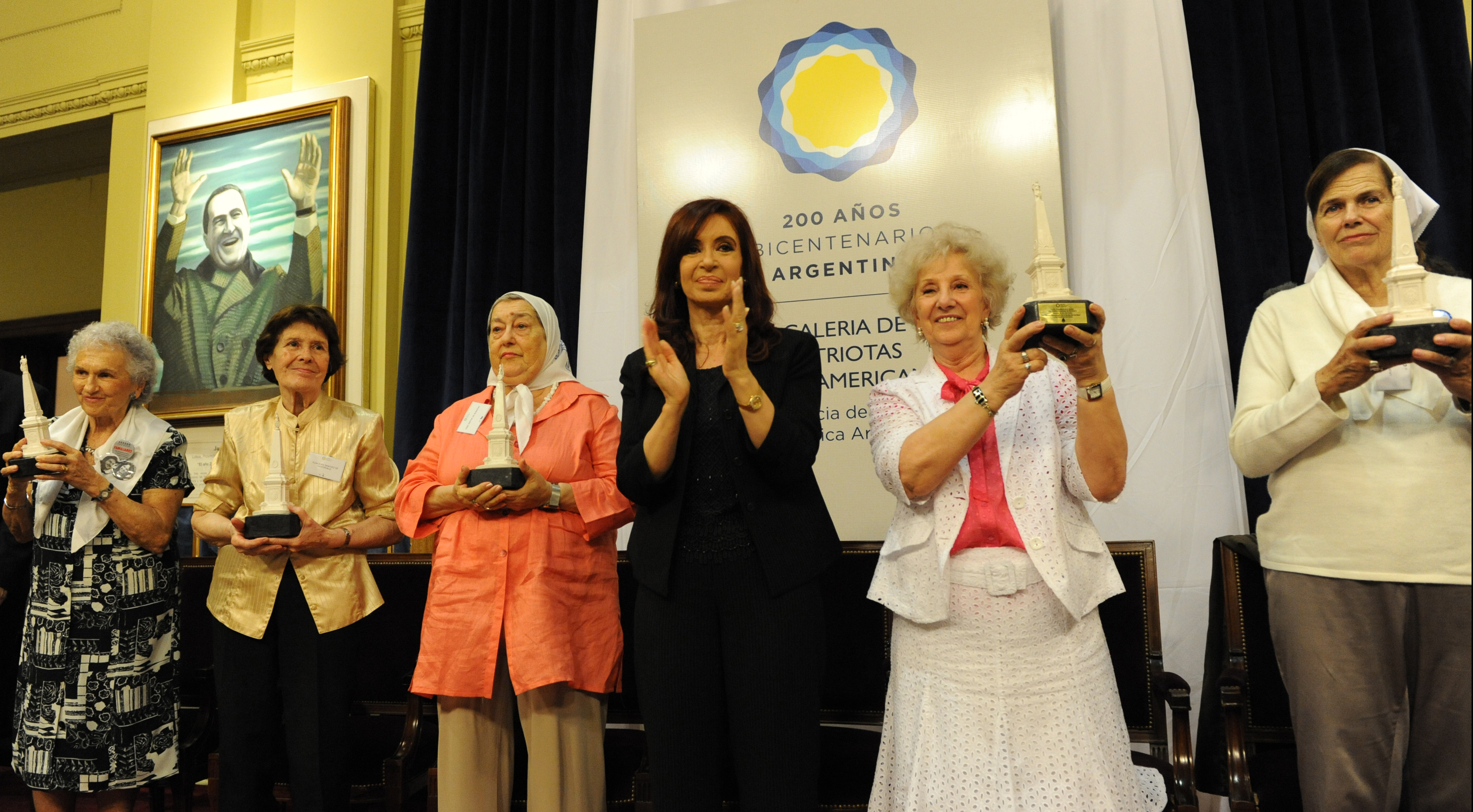
Hebe de Bonafini (terza da sinistra) e altre vincitrici del Premio straordinario per i diritti umani della Rivoluzione di maggio, con la presidente Cristina Fernández de Kirchner.

- Laurea honoris causa dell'Università della California (1996), dell'Università di Bologna (2007) e della Experimental National University of the Yaracuy (2010).[15]
- Medaglia onoraria del 70º anniversario della riforma universitaria, 1988, Università Nazionale di Córdoba.[16]
- Ordine nazionale al merito dell'Ecuador (2006).[17]
- Appreciation Liberarte / 2006, Fondazione Liberarte.[18]
- Ordine Eroine del Venezuela (2007).[19]
- Premio Don Hilario Cuadros e titolo Ambasciatore Sociale e Culturale della Gioventù, Direzione Giovanile della Provincia di Mendoza, 2008.[20]
- Premio speciale di Veintitrés, 2009.[21]
- Premio Straordinario per i Diritti Umani in occasione del bicentenario della Rivoluzione di Maggio, 2010, Repubblica Argentina.[22]
- Premio Rodolfo Walsh per la comunicazione e i diritti umani, Università nazionale di La Plata, 2011.[23]
- Premio d'onore di Radio Nacional, 2013.[24]
- Grifo d'Argento del comune di Genova, 2013.[25]